# Nyctibatrachus
Nyctibatrachus is een geslacht van kikkers uit de familie Nyctibatrachidae. De groep werd voor het eerst wetenschappelijk beschreven door George Albert Boulenger in 1882. Later werd de wetenschappelijke naam Nannobatrachus gebruikt.
Er zijn 35 soorten, inclusief vele recentelijk beschreven soorten die in de literatuur nog niet worden vermeld. Voorbeelden zijn de pas in 2011 beschreven soorten Nyctibatrachus deveni, Nyctibatrachus gavi en Nyctibatrachus grandis. De soort Nyctibatrachus kumbara is voor het eerst in 2014 wetenschappelijk beschreven. Bij een onderzoek in India in 2017 werden zeven nieuwe soorten beschreven, waarvan enkele tot de kleinste kikkers ter wereld behoren.
Alle soorten komen voor in delen van Azië en leven endemisch in India.

## Taxonomie
Geslacht Nyctibatrachus
- Soort Nyctibatrachus acanthodermis
- Soort Nyctibatrachus aliciae
- Soort Nyctibatrachus anamallaiensis
- Soort Nyctibatrachus athirappillyensis
- Soort Nyctibatrachus beddomii
- Soort Nyctibatrachus danieli
- Soort Nyctibatrachus dattatreyaensis
- Soort Nyctibatrachus deccanensis
- Soort Nyctibatrachus deveni
- Soort Nyctibatrachus gavi
- Soort Nyctibatrachus grandis
- Soort Nyctibatrachus humayuni
- Soort Nyctibatrachus indraneili
- Soort Nyctibatrachus jog
- Soort Nyctibatrachus karnatakaensis
- Soort Nyctibatrachus kempholeyensis
- Soort Nyctibatrachus kumbara
- Soort Nyctibatrachus major
- Soort Nyctibatrachus manalari
- Soort Nyctibatrachus minimus
- Soort Nyctibatrachus minor
- Soort Nyctibatrachus periyar
- Soort Nyctibatrachus petraeus
- Soort Nyctibatrachus pillaii
- Soort Nyctibatrachus poocha
- Soort Nyctibatrachus pulivijayani
- Soort Nyctibatrachus radcliffei
- Soort Nyctibatrachus robinmoorei
- Soort Nyctibatrachus sabarimalai
- Soort Nyctibatrachus sanctipalustris
- Soort Nyctibatrachus shiradi
- Soort Nyctibatrachus sylvaticus
- Soort Nyctibatrachus vasanthi
- Soort Nyctibatrachus vrijeuni
- Soort Nyctibatrachus webilla

Lankanectes · 
Nyctibatrachus